# District d'Oroszlány
Le district d'Oroszlány (en hongrois : Oroszlányi járás) est un des 6 districts du comitat de Komárom-Esztergom en Hongrie. Créé en 2013, il compte 25 973 habitants et rassemble 6 localités : 5 communes et une seule ville, Oroszlány, son chef-lieu.

## Localités
- Bokod (Komárom-Esztergom)
- Dad
- Kecskéd
- Kömlőd
- Oroszlány
- Szákszend